# علی ناری‌زاده
علی ناری‌زاده(۱۳۲۶ مریوان) نماینده مردم مریوان در اولین دوره مجلس شورای اسلامی بود. با با کسب ۱۹٬۶۱۳ رای از ۳۷٬۲۹۱ رای ماخوذه برابر با ۵۲٫۶۰ درصد آراء توانست به مجلس راه یابد.